# السيدة حرمه (مسرحية)
السيدة حرمه مسرحية مصرية كوميدية من بطولة يوسف شعبان وإسعاد يونس. تدور أحداث المسرحية حول رجل غني توفيت زوجته وله ابنة صغيرة مريضة بالقلب تتلقى العلاج في الخارج يقابل امرأة فقيرة تشبه زوجته فيتفق معها على أن تكون زوجة له خوفاً على ابنته من سماع خبر وفاة والدتها. فتترك المرأة الفقيرة (إسعاد يونس ) أبنائها وتذهب معه بهدف الحصول على مالٍ ينشل عائلتها من براثن الفقر. تستمر الأحداث إلى أن تدرك تلك الأم أن أبناءها أهم من الأموال وخدمة مصالح الأغنياء.